# Итан Кэт
И́тан Кэт (англ. Ethan Kath), при рождении Кла́удио Пао́ло Палмье́ри (итал. Claudio Paolo Palmieri, род. 25 декабря 1977 года, Торонто, Канада) — канадский продюсер, создатель музыкальной электронной группы Crystal Castles. Ранее был басистом в таких группах, как Kïll Cheerleadër и Die Mannequin.
Rolling Stone назвал Crystal Castles иконой № 1 20-летия Lollapalooza. Crystal Castles получили премию Джона Пила за инновации на церемонии вручения наград NME в 2011 году. Дебютный альбом группы был включен в список 100 величайших альбомов десятилетия того же издания на 39-м месте.

## Биография
Родился в итальянской семье калабрийского происхождения в Торонто, Онтарио. До Crystal Castles, он играл на разных инструментах во многих группах. В 15 лет играл на барабанах в Jakarta, анархистско-хардкорной группе. Позже он был басистом в металл-группе Kïll Cheerleadër. Он также играл в фольклорном ансамбле вместе со своим другом Пино Пласентилом (†).
Crystal Castles известны своей неуловимой жизнью и личностью за сценой. Кэт обычно фотографируется в толстовках с капюшоном, которые частично или полностью закрывают его лицо, и за эти годы у него было несколько разных псевдонимов (например, Ethan Deth).
В октябре 2017 года Элис Гласс разместила на своем официальном сайте заявление, в котором объясняет свой уход из Crystal Castles, обвиняя Итана Кэта в сексуальном, физическом и психологическом насилии. Обвинения подробно описывают предполагаемое насилие, которое началось, когда Гласс было 15 лет, и она начала записываться с Кэтом, и продолжалось до её окончательного ухода из Crystal Castles. Кэт ответил в тот же день в заявлении, направленном Pitchfork через его адвоката, в котором он назвал обвинения «чистой выдумкой» и сказал, что консультируется со своими юристами по поводу своих юридических возможностей. Кэт впоследствии подал в суд на Гласс за клевету, но иск был отклонён. Дело было прекращено в феврале 2018 года.
21 декабря 2017 года Эллисон Дуглас-Кук из полицейской службы Торонто подтвердил, что Клаудио является объектом расследования подразделения по сексуальным преступлениям.
В интервью The Daily Beast, Глэсс и четыре других женщины выступили с заявлением, что в подростковом возрасте также стали жертвами домогательства со стороны Кэта, когда ему было около тридцати. Поскольку Кэт пользовался своей славой в Crystal Castles и Kill Cheerleader, чтобы связаться с ними в молодом возрасте, предполагаемые жертвы заявили, что он воспользовался их наивностью и давал им наркотики и алкоголь с целью совершить действия сексуального характера.
Гласс позже дала интервью The Guardian, где далее изложила поведение Кэта по отношению к ней. По её словам, Кэт "выбросил её телефон из движущейся машины, вырывал ей волосы, отправлял ложную информацию о её сломанных рёбрах", и несколько раз нарушал предписания врача и заставлял ее выступать после сотрясения мозга. Кэт также держал у себя паспорт Гласс и контролировал её счёт, не позволяя Гласс пользоваться своим телефоном и кредитной картой до того, как она покинула группу. Гласс также упомянула, что даже при мысли покинуть группу, Кэт угрожал заменить её "более профессиональной певицей, которая смирится с гораздо худшим, чем она". Узнав о том, что Кэт совершил действия подобного характера с другими женщинами, Гласс почувствовала, что выйти вперёд — это её ответственность.

## Дискография

### Kïll Cheerleadër
- Gutter Days (2001)
- All Hail (2004)

### Die Mannequin
- How To Kill (2006)

### Crystal Castles
- Crystal Castles (2008)
- Crystal Castles (II) (2010)
- (III) (2012)
- Amnesty (I) (2016)